# Champ Laitier
 (juin 2023).
Si vous disposez d'ouvrages ou d'articles de référence ou si vous connaissez des sites web de qualité traitant du thème abordé ici, merci de compléter l'article en donnant les références utiles à sa vérifiabilité et en les liant à la section « Notes et références ».
Le Champ Laitier est un plateau de France, en Haute-Savoie, dans le massif des Bornes, au nord-ouest du plateau des Glières, qui forme la haute vallée du Nant des Brassets, un petit affluent de la Fillière. Ce val orienté sud-ouest-nord-est et s'étageant entre 1 350 et 1 600 mètres d'altitude sépare la montagne de Sous-Dîne au nord-ouest de la montagne des Frêtes au sud-est. Elle se termine au sud-ouest par des falaises du haut desquelles le Nant des Brassets forme une cascade au pas du Roc.
Les forêts sur les flancs des montagnes environnantes entourent un alpage au centre du plateau où sont disséminés des chalets dont plusieurs en ruine. Le tout est parcouru par plusieurs sentiers qui proviennent de la vallée de la Fillière par le pas du Roc au sud-ouest ou le col de Landron à l'ouest, la vallée du Borne par le col de l'Ébat au nord-est ou encore du plateau des Glières par la montagne des Frêtes au sud.

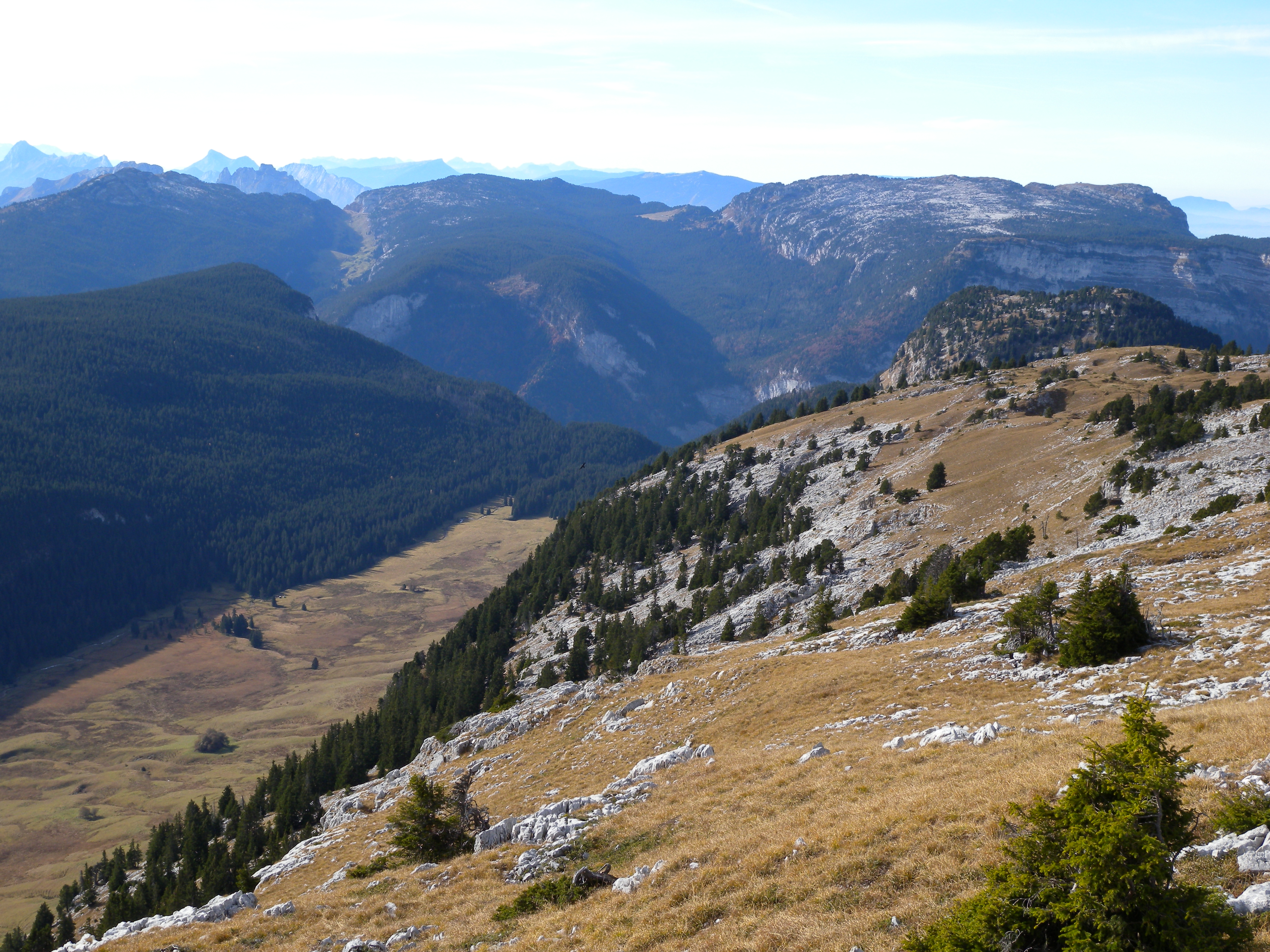
Vue depuis la montagne de Sous-Dîne en direction du sud-ouest avec le Champ Laitier au premier plan à gauche.